# Заборье (озеро)
Заборье — озеро на юге Ивановской области, находится в Южском районе. Расположено в 14 километрах к юго-востоку от Южи на высоте 88,8 метров над уровнем моря. Длина Заборья 2,125 километра, ширина — 0,33 км. Площадь водного зеркала 0,43 км². Озеро вытянуто в меридиональном направлении. С севера в Заборье впадает река Поныхарь, с юга вытекает Исток. Вода озера чистая.
Происхождение озера смешанное, карстовое и водно-эрозионное. На берегах имеется озёрная терраса.

## Ландшафты и растительность
Озеро расположено в лесах, преимущественно сосновых. В подлеске старого сосняка встречаются можжевельник обыкновенный, острокильница чернеющая, рябина обыкновенная, местами присутствуют липа мелколистная и дуб черешчатый. На западном берегу Заборья имеются фрагментарные берёзово-осиново-еловые леса.
Водная растительность представлена в основном ежеголовником всплывающим, роголистником погружённым, кубышкой жёлтой, горцом земноводным, элодеей канадской и водокрасом лягушачьим.
Части побережья, примыкающие к поймам рек, заболочены. В этих местах произрастают сфагновые мхи, пушица влагалищная, хамедафне прицветничковая, багульник болотный, голубика и вербейник кистецветный.

### Редкие виды
Редкая охраняемая растительность представлена 13 видами, входящими в Красную книгу Ивановской области, в том числе прострелом раскрытым, наголоваткой васильковой и гнездоцветкой клобучковой, включённой в российскую Красную книгу. Также в окрестностях озера отмечено местообитание папоротника гроздовника многораздельного.

## Фауна
В озере обитает 14 видов рыб, в том числе щука, плотва, краснопёрка, лещ, окунь, серебряный карась, линь, жерех, сазан, вьюн, ёрш, налим, сом и судак.
Из земноводных в озере и его окрестностях присутствуют остромордая лягушка и серая жаба, пресмыкающиеся представлены уж, гадюка, прыткая ящерица, медянка обыкновенная и веретеница ломкая.
Редкие виды орнитофауны — змееяд, длиннохвостая неясыть, ушастая сова, серая неясыть, мохноногий сыч, сплюшка.
Млекопитающие представлены бобром, ондатрой, двумя видами норки (европейской и американской), и выдрой.

## Охраняемая территория
В 1975 году на озере и в его окрестностях образована особо охраняемая природная территория «Озеро Заборье».

## Данные водного реестра
По данным государственного водного реестра России относится к Окскому бассейновому округу, водохозяйственный участок реки — Клязьма от города Ковров и до устья, без реки Уводь, речной подбассейн реки — бассейны притоков Оки от Мокши до впадения в Волгу. Речной бассейн реки — Ока.
Код объекта в государственном водном реестре — 09010301111110000007374.